# Ojutjärvi
Ojutjärvi eller Oijärvi eller Ojusjärvi är en sjö i Finland. Den ligger i kommunen Kauhava i landskapet Södra Österbotten, i den centrala delen av landet, 300 km norr om huvudstaden Helsingfors. Ojutjärvi ligger 62,3 meter över havet. Arean är 56,7 hektar och strandlinjen är 4,73 kilometer lång. Sjön  ingår i Lappo å huvudavrinningsområde.   I omgivningarna runt Ojutjärvi växer i huvudsak blandskog.